# المجلة الأمريكية للطب الشرعي وعلم الأمراض
المجلة الأمريكية للطب الشرعي وعلم الأمراض (بالإنجليزية: The American Journal of Forensic Medicine and Pathology)‏ هي مجلة علمية مُحكمة ينشرها ليبينكوت وليامز [الإنجليزية] (المعروف سابقًا باسم ريفن للنشر) وتغطي المجلة الأبحاث في الطب الشرعي وعلم الأمراض الشرعي . رئيس التحرير الحالي هو الدكتور كيمبرلي مولينا.

## المستخلصات والفهرسة
المجلة مستخلصة ومفهرسة في:
- ببمد

ووفقًا لتقارير الاستشهاد بالمجلات الأكاديمية، فإن عامل تأثير المجلة يبلغ 0.624. 

## وصلات خارجية
- الموقع الرسمي